# Close to the Edge and Back
Close to the Edge and Back est une tournée du groupe de rock progressif Yes qui devait avoir lieu en 2008 mais qui fut annulée. En effet, avant même le début de la tournée, Jon Anderson, le chanteur du groupe, subit une attaque respiratoire. Les médecins lui recommandèrent de rester chez lui et de se reposer, ce qui obligea le groupe à annuler tous les spectacles. La tournée devait passer dans 27 villes canadiennes et américaines et s'élancer de Québec où elle devait faire un spectacle spécial pour les 400 ans de la ville.

## Dates prévues
- 12 juillet :  Québec, QUE - Festival d'été international de Québec
- 13 juillet :  Toronto, ONT - Molson Amphitheatre
- 15 juillet :  Columbus, OH - Nationwide Arena
- 16 juillet :  Hershey, PA - Hersheypark Stadium & Star Pavilion
- 18 juillet :  Chicago, IL - Charter One Pavilion at Northerly Island
- 19 juillet :  Detroit, MI - Freedom Hill
- 21 juillet :  Camden, NJ - Susquehanna Bank Center
- 22 juillet :  Uncasville, CT - Mohegan Sun Arena
- 23 juillet :  Boston, MA - Bank of America Pavilion
- 25 juillet :  Atlantic City, NJ - Borgata Event Center
- 26 juillet :  Wantagh, NY - Nikon at Jones Beach Theater
- 28 juillet :  Holmdel, NJ - PNC Bank Arts Center
- 29 juillet :  Baltimore, MD - Pier 6 Pavilion
- 31 juillet :  Tampa, FL - Ford Amphitheatre
- 1er août :  Miami, FL - Hard Rock Live Arena
- 2 août :  Orlando, FL - Hard Rock Live
- 4 août :  Atlanta, GA - Verizon Wireless Amphitheatre at Encore Park
- 6 août :  Kansas City, MO - Starlight Théâtre
- 8 août :  Houston, TX - Cynthia Woods Mitchell Pavilion
- 9 août :  Dallas, TX - Superpages.com Center
- 11 août :  Denver, CO - Red Rocks Amphitheatre
- 14 août :  Vancouver, BC - General Motors Place
- 15 août :  Seattle, WA - WaMu Theater at Qwest Field Events Center
- 17 août :  Troutdale, OR - Edgefield
- 19 août :  Mountain View, CA - Shoreline Amphitheatre at Mountain View
- 20 août :  Anaheim, CA - Honda Center
- 22 août :  Universal City, CA - Gibson Amphitheatre